# Arrondissement de Sainte-Menehould
L'arrondissement de Sainte-Menehould est une ancienne division administrative française, située dans le département de la Marne et la région Grand Est, dont la sous-préfecture est Sainte-Menehould. L'arrondissement est supprimé par décret du 29 mars 2017, et ses communes sont maintenant incluses dans l'arrondissement de Châlons-en-Champagne.

## Composition
Liste des cantons de l’arrondissement de Sainte-Menehould
- canton de Givry-en-Argonne ;
- canton de Sainte-Menehould ;
- canton de Ville-sur-Tourbe.

### Découpage communal de 2015 à 2017
Dès 2015, le nombre de communes des arrondissements varie chaque année soit du fait du redécoupage cantonal de 2014 qui a conduit à l'ajustement de périmètres de certains arrondissements, soit à la suite de la création de communes nouvelles. Le nombre de communes de l'arrondissement de Sainte-Menehould reste quant à lui inchangé entre 2015 et 2017. L'arrondissement est supprimée le 31 mars 2017 à la suite du décret du 29 mars 2017 et l'ensemble des communes de l'arrondissement sont rattachées à l'arrondissement de Châlons-en-Champagne. Au 1er janvier 2017, l'arrondissement groupait alors les 67 communes suivantes :
1. Argers
2. Auve
3. Belval-en-Argonne
4. Berzieux
5. Binarville
6. Braux-Sainte-Cohière
7. Braux-Saint-Remy
8. Cernay-en-Dormois
9. La Chapelle-Felcourt
10. Les Charmontois
11. Le Châtelier
12. Châtrices
13. Chaudefontaine
14. Le Chemin
15. Contault
16. Courtémont
17. La Croix-en-Champagne
18. Dampierre-le-Château
19. Dommartin-Dampierre
20. Dommartin-sous-Hans
21. Dommartin-Varimont
22. Éclaires
23. Élise-Daucourt
24. Épense
25. Florent-en-Argonne
26. Fontaine-en-Dormois
27. Givry-en-Argonne
28. Gizaucourt
29. Gratreuil
30. Hans
31. Herpont
32. Laval-sur-Tourbe
33. Maffrécourt
34. Malmy
35. Massiges
36. Minaucourt-le-Mesnil-lès-Hurlus
37. Moiremont
38. La Neuville-aux-Bois
39. La Neuville-au-Pont
40. Noirlieu
41. Passavant-en-Argonne
42. Rapsécourt
43. Remicourt
44. Rouvroy-Ripont
45. Saint-Jean-sur-Tourbe
46. Saint-Mard-sur-Auve
47. Saint-Mard-sur-le-Mont
48. Sainte-Menehould
49. Saint-Remy-sur-Bussy
50. Saint-Thomas-en-Argonne
51. Servon-Melzicourt
52. Sivry-Ante
53. Somme-Bionne
54. Sommepy-Tahure
55. Somme-Tourbe
56. Somme-Yèvre
57. Tilloy-et-Bellay
58. Valmy
59. Verrières
60. Le Vieil-Dampierre
61. Vienne-la-Ville
62. Vienne-le-Château
63. Villers-en-Argonne
64. Ville-sur-Tourbe
65. Virginy
66. Voilemont
67. Wargemoulin-Hurlus

## Démographie
En 2015, l'arrondissement comptait 13 734 habitants.
| 1968   | 1975   | 1982   | 1990   | 1999   | 2006   | 2011   | 2015   |
| ------ | ------ | ------ | ------ | ------ | ------ | ------ | ------ |
| 16 339 | 15 595 | 15 214 | 14 771 | 14 313 | 14 144 | 14 014 | 13 734 |

## Sous-préfets
- Jean-Baptiste Drouet (1763-1821) : 1800-1814
- Gustave-Léonard Pompon-Levainville : 25 octobre 1851, nomination rapportée le 30 octobre 1851 (date à laquelle l’intéressé est nommé sous-préfet de l’arrondissement de Marennes (Charente-Inférieure))